# Jean-Paul de Jong
Jean-Paul de Jong (* 17. Oktober 1970 in Utrecht) ist ein ehemaliger niederländischer Fußballspieler und aktueller Trainer.

## Spielerkarriere
In der Jugend war de Jong für einige Nachwuchsmannschaften aktiv. Unter anderem für die niederländischen Top-Verein Feyenoord Rotterdam und Ajax Amsterdam. Über Arminia Bielefeld fand der Mittelfeldspieler nach Deutschland. Dort spielte er in seinem ersten Profijahr beim damaligen Zweitligisten VfL Osnabrück. Er kam zwar auf vierzehn Einsätze, war aber zumeist nur Wechselspieler. Sein Debüt gab der damalige Jungspieler am 3. Spieltag, den 19. Juli 1992, gegen den FC Remscheid. Nachdem die Mannschaft nach Ablauf der Saison 1992/93 als Absteiger feststand, wechselte de Jong wieder zu seinem Heimatverein FC Utrecht, in die Niederlande. In den folgenden vierzehn Jahren entwickelte sich de Jong zu einem der größten Leistungsträger der Mannschaft und war maßgeblich an deren jährlichem Abschneiden beteiligt. Zwischen 2002 und 2004 erreichte der FCU dreimal in Folge das Finale um den KNVB-Pokal. Nachdem das erste Endspiel verloren wurde, sicherte man sich den Cup 2003 und 2004. Im Sommer 2004 kam der Gewinn im Spiel um die Johan-Cruyff-Schaal hinzu. Damit war der FC Utrecht erster Verein, neben den drei Großen (Ajax Amsterdam, Feyenoord Rotterdam, PSV Eindhoven), der sich diese Trophäe sicherte. Auf Grund seiner Vereinsverbundenheit, war de Jong Publikumsliebling und Identifikationsfigur für die FCU-Anhänger. 2006 ehrten ihn die Fans mit der David di Tommaso Trophäe, dem Pokal für den besten Spieler der Saison. Bereits 2004 wurde er auf Platz zwei und 2007 nochmals auf Platz drei gewählt.
Nach 370 Spielen beendete de Jong zum Ende der Spielzeit 2007/08 seine aktive Profikarriere. Damit ist er der Spieler mit den zweitmeisten Ligaeinsätzen für den FC Utrecht. Durch seine am 22. April 2007 erhaltene 83. gelbe Karte löste er Barry van Galen als Rekordhalter für gelbe Karten ab. Eine Woche später, am 29. April 2007, hatte der Mittelfeldspieler seinen letzten Pflichtspielauftritt im Trikot des FCU.

## Erfolge als Spieler

### Verein
- KNVB-Pokal mit FC Utrecht: 2003, 2004
- Johan-Cruyff-Schaal (Supercup) mit FC Utrecht: 2004

### Individuell
- David di Tommaso Trophäe: 2006

## Trainerkarriere
Nach Ende seiner Spielerkarriere wurde de Jong in den Trainerstab des FC Utrecht aufgenommen. Seit 2007/08 ist er Nachwuchstrainer im Verein.